# (35314) 1997 AW8
1997 AW8 (asteroide 35314) é um asteroide da cintura principal. Possui uma excentricidade de 0.13595200 e uma inclinação de 16.63428º.
Este asteroide foi descoberto no dia 2 de janeiro de 1997 por Spacewatch em Kitt Peak.